# Kanivenarayanapura, Chik Ballapur
Kanivenarayanapura là một làng thuộc tehsil Chik Ballapur, huyện Kolar, bang Karnataka, Ấn Độ.